# 哈坎·云萨尔
哈坎·云萨尔（土耳其語：Hakan Ünsal，1973年5月14日—）是一名土耳其足球运动员，在场上司职左翼卫，曾代表土耳其国家队获得2002年世界杯季军。

## 职业生涯
云萨尔在1993-94赛季效力于卡拉布克体育会，随后转会加拉塔萨雷体育俱乐部。他在加拉塔萨雷度过了大部分的职业生涯，并跟随球队获得了1999-2000赛季欧洲联盟杯冠军。随后又在2000年8月的欧洲超级杯出场，帮助球队赢得一个点球，最终加拉塔萨雷战胜皇家马德里夺冠。
2002年1月，云萨尔转会英格兰布莱克本流浪者俱乐部。布莱克本希望签下他并让他在2月24日的联赛杯决赛出战，但由于未及时获得出场许可（之前在土耳其的两个赛季未达到出场75%，故需申请劳工证），最终云萨尔未能出场。
云萨尔在2002-03赛季回到加拉塔萨雷。2004-05赛季后离队，短暂效力里泽体育后于2006年退役。
国家队比赛方面，青年时期曾代表土耳其21岁以下国家足球队。1996年起，云萨尔首次代表成年队出战，并曾跟随土耳其国家足球队获得了2002年世界杯季军。
云萨尔最出名的事件发生世界杯小组赛对阵巴西的比赛中。当比赛即将结束、巴西以2-1领先时，里瓦尔多在主罚角球时拖延时间，云萨尔因此恼怒，将球踢向里瓦尔多。球击中了里瓦尔多的大腿（一说屁股），但他却戏剧性地捂着脸倒下，云萨尔因此被罚下。

## 退役后
云萨尔在退役后曾出任足球评论员，并于2015年出任土耳其职业足球运动员协会主席。

## 荣誉

### 俱乐部
除2001–02年度英格兰联赛杯为代表布莱克本流浪者之外，其余皆为代表加拉塔萨雷：
- 土耳其足球超级联赛: 1996–97，1997–98，1998–99，1999–2000，2001–02
- 土耳其杯: 1995–96，1998–99，1999–2000，2004–05
- 土耳其超级杯：1995–96，1996–97
- 英格兰联赛杯：2001–02
- 欧洲联盟杯: 1999–2000
- 欧洲超级杯: 2000

### 土耳其国家队
- 2002年国际足联世界杯：季军[4][8][9]